# قلعه آشپزگاه
بقایای قلعه آشپزگاه مربوط به دوره اشکانیان است و در شهرستان دالاهو، بخش مرکز ی، دهستان بان زرده، روستای زرده واقع شده و این اثر در تاریخ ۲۶ اسفند ۱۳۸۶ با شمارهٔ ثبت ۲۱۷۹۹ به‌عنوان یکی از آثار ملی ایران به ثبت رسیده است.